# Thailand op de Olympische Zomerspelen 2024
Thailand nam deel aan de Olympische Zomerspelen 2024 in Parijs.

## Medailleoverzicht
| Medaille | Naam                   | Sport         | Onderdeel                | Datum      |
| -------- | ---------------------- | ------------- | ------------------------ | ---------- |
| Goud     | Panipak Wongpattanakit | Taekwondo     | Vlieggewicht -49 kg (v)  | 7 augustus |
|          |                        |               |                          |            |
| Zilver   | Kunlavut Vitidsarn     | Badminton     | Enkelspel (m)            | 5 augustus |
| Zilver   | Theerapong Silachai    | Gewichtheffen | Bantam -61 kg (m)        | 7 augustus |
| Zilver   | Weeraphon Wichuma      | Gewichtheffen | Licht -73 kg (m)         | 8 augustus |
|          |                        |               |                          |            |
| Brons    | Janjaem Suwannapheng   | Boksen        | Weltergewicht -66 kg (m) | 6 augustus |
| Brons    | Surodchana Khambao     | Gewichtheffen | Vlieg -49 kg (v)         | 7 augustus |

## Aantal Deelnemers
Hieronder volgt een overzicht van de atleten die deelnamen aan de Olympische Zomerspelen van 2024.
| Sport            | Mannen | Vrouwen | Totaal |
| ---------------- | ------ | ------- | ------ |
| Atletiek         | 1      | 1       | 2      |
| Badminton        | 4      | 5       | 9      |
| Boksen           | 3      | 5       | 8      |
| Gewichtheffen    | 2      | 2       | 4      |
| Golf             | 2      | 2       | 4      |
| Judo             | 1      | 0       | 1      |
| Moderne vijfkamp | 1      | 0       | 1      |
| Paardensport     | 0      | 1       | 1      |
| Roeien           | 1      | 0       | 1      |
| Schietsport      | 1      | 2       | 3      |
| Skateboarden     | 0      | 1       | 1      |
| Taekwondo        | 1      | 2       | 3      |
| Tafeltennis      | 0      | 3       | 3      |
| Wielersport      | 3      | 1       | 4      |
| Zeilen           | 2      | 2       | 4      |
| Zwemmen          | 1      | 1       | 2      |
| Totaal           | 24     | 27      | 51     |

## Deelnemers en resultaten

### Atletiek

#### Loopnummers
Mannen
| Atleet          | Onderdeel | Voorronde | Voorronde | Series | Series | Herkansingen | Herkansingen | Halve finale | Halve finale | Finale         | Finale         |
| Atleet          | Onderdeel | Tijd      | Rang      | Tijd   | Rang   | Tijd         | Rang         | Tijd         | Rang         | Tijd           | Rang           |
| --------------- | --------- | --------- | --------- | ------ | ------ | ------------ | ------------ | ------------ | ------------ | -------------- | -------------- |
| Puripol Boonson | 100 m     | bye       | bye       | 10,13  | 3 Q    | n.v.t.       | n.v.t.       | 10,14        | 9            | Niet geplaatst | Niet geplaatst |

#### Technische nummers
Vrouwen
| atlete           | onderdeel    | kwalificaties | kwalificaties | finale         | finale         |
| atlete           | onderdeel    | afstand       | rang          | afstand        | rang           |
| ---------------- | ------------ | ------------- | ------------- | -------------- | -------------- |
| Subenrat Insaeng | discuswerpen | 58,07 m       | 30            | niet geplaatst | niet geplaatst |

### Badminton
Mannen
| atleet                          | onderdeel  | groepsfase                         | groepsfase                    | groepsfase                        | groepsfase | eliminatie                      | kwartfinale                     | halve finale           | finale / BM            | finale / BM    |
| atleet                          | onderdeel  | tegenstander uitslag               | tegenstander uitslag          | tegenstander uitslag              | rang       | tegenstander uitslag            | tegenstander uitslag            | tegenstander uitslag   | tegenstander uitslag   | rang           |
| ------------------------------- | ---------- | ---------------------------------- | ----------------------------- | --------------------------------- | ---------- | ------------------------------- | ------------------------------- | ---------------------- | ---------------------- | -------------- |
| Kunlavut Vitidsarn              | enkelspel  | Paul W 21-9, 21-12                 | Koljonen W 21-4, 8-0(OT       | n.v.t.                            | 1 Q        | Nishimoto W 16-21, 21-14, 21-12 | Shi Y W 21-12, 21-10            | Lee Z J W 21-14, 21-15 | Axelsen V 11-21, 11-21 | Zilver         |
| Supak Jomkoh Kittinupong Kedren | dubbelspel | C. Popov - T. Popov W 21-14, 21-19 | Král - Mendrek W 21-10, 21-13 | Kang M-h - Seo S-j V 16-21, 15-21 | 2 Q        | n.v.t.                          | Lee Y - Wang C-l V 14-21, 17-21 | niet geplaatst         | niet geplaatst         | niet geplaatst |

Vrouwen
| atleet                                      | onderdeel  | groepsfase                           | groepsfase                                  | groepsfase                       | groepsfase | eliminatie              | kwartfinale            | halve finale         | finale / BM          | finale / BM    |
| atleet                                      | onderdeel  | tegenstander uitslag                 | tegenstander uitslag                        | tegenstander uitslag             | rang       | tegenstander uitslag    | tegenstander uitslag   | tegenstander uitslag | tegenstander uitslag | rang           |
| ------------------------------------------- | ---------- | ------------------------------------ | ------------------------------------------- | -------------------------------- | ---------- | ----------------------- | ---------------------- | -------------------- | -------------------- | -------------- |
| Ratchanok Intanon                           | enkelspel  | Tan W 21-8, 21-8                     | Tai T-y W 21-19, 21-15                      | n.v.t.                           | 1 Q        | bye                     | Tungjung V 23-25, 9-21 | niet geplaatst       | niet geplaatst       | niet geplaatst |
| Supanida Katethong                          | enkelspel  | Vieira W 21-16, 21-19                | Lo S Y W 21-14, 21-9                        | n.v.t.                           | 1 Q        | Yamaguchi V 6-21, 13-21 | niet geplaatst         | niet geplaatst       | niet geplaatst       | niet geplaatst |
| Jongkolphan Kititharakul Rawinda Prajongjai | dubbelspel | Lambert - Tran W 12-21, 21-13, 21-15 | Fruergaard - Thygesen V 22-20, 21-23, 22-24 | Baek H-n - Lee S-h V 9-21, 14-21 | 3          | n.v.t.                  | niet geplaatst         | niet geplaatst       | niet geplaatst       | niet geplaatst |

Gemengd
| atleet                                         | onderdeel  | groepsfase                     | groepsfase                         | groepsfase                               | groepsfase | kwartfinale                         | halve finale         | finale / BM          | finale / BM    |
| atleet                                         | onderdeel  | tegenstander uitslag           | tegenstander uitslag               | tegenstander uitslag                     | rang       | tegenstander uitslag                | tegenstander uitslag | tegenstander uitslag | rang           |
| ---------------------------------------------- | ---------- | ------------------------------ | ---------------------------------- | ---------------------------------------- | ---------- | ----------------------------------- | -------------------- | -------------------- | -------------- |
| Dechapol Puavaranukroh Sapsiree Taerattanachai | dubbelspel | Piek - Tabeling W 21-14, 21-16 | K. Mammeri - Mammeri W 21-14, 21-9 | Seo S-j - Chae S-y V 16-21, 21-10, 15-21 | 2 Q        | Watanabe - Higashino V 21-23, 14-21 | niet geplaatst       | niet geplaatst       | niet geplaatst |

### Boksen
Mannen
| Thitisan Panmot   | vlieggewicht  | bye             | Varele de Pina V 1 - 4 | niet geplaatst  | niet geplaatst | niet geplaatst | niet geplaatst |                |                |
| Bunjong Sinsiri   | lichtgewicht  | bye             | Cova W 5 - 0           | Álvarez V 0 - 5 | niet geplaatst | niet geplaatst | niet geplaatst | niet geplaatst | niet geplaatst |
| Weerapon Jongjoho | middengewicht | Pinales V 0 - 5 | niet geplaatst         | niet geplaatst  | niet geplaatst | niet geplaatst | niet geplaatst |                |                |

Vrouwen
| atlete               | onderdeel     | eerste ronde         | tweede ronde         | kwartfinale          | halve finale         | finale               | rang           |
| atlete               | onderdeel     | tegenstander uitslag | tegenstander uitslag | tegenstander uitslag | tegenstander uitslag | tegenstander uitslag | rang           |
| -------------------- | ------------- | -------------------- | -------------------- | -------------------- | -------------------- | -------------------- | -------------- |
| Chuthamat Raksat     | vlieggewicht  | bye                  | Bobokulova W 5 - 0   | Yu W V 0 - 5         | niet geplaatst       | niet geplaatst       | niet geplaatst |
| Jutamas Jitpong      | bantamgewicht | Ćirković W 4 - 1     | Bertal V 2 - 3       | niet geplaatst       | niet geplaatst       | niet geplaatst       | niet geplaatst |
| Thananya Somnuek     | lichtgewicht  | Sadiku V 2 - 3       | niet geplaatst       |                      |                      |                      |                |
| Janjaem Suwannapheng | weltergewicht | bye                  | Mbabi W 4 - 1        | Sürmeneli W 4 - 1    | Khelif V 0 - 5       | niet geplaatst       | Brons          |
| Baison Manikon       | middengewicht | bye                  | Michel V 0 - 5       | niet geplaatst       | niet geplaatst       | niet geplaatst       | niet geplaatst |

### Gewichtheffen
Mannen
| atleet              | onderdeel | trekken | trekken | stoten  | stoten | totaal | rang   |
| atleet              | onderdeel | score   | rang    | score   | rang   | totaal | rang   |
| ------------------- | --------- | ------- | ------- | ------- | ------ | ------ | ------ |
| Theerapong Silachai | -61 kg    | 132     | 3       | 171     | 2      | 303    | Zilver |
| Weeraphon Wichuma   | -73 kg    | 148     | 9       | 198 JWR | 2      | 346    | Zilver |

Vrouwen
| atlete              | onderdeel | trekken | trekken | stoten | stoten | totaal | rang  |
| atlete              | onderdeel | score   | rang    | score  | rang   | totaal | rang  |
| ------------------- | --------- | ------- | ------- | ------ | ------ | ------ | ----- |
| Surodchana Khambao  | -49 kg    | 88      | 4       | 112    | 2      | 200    | Brons |
| Duangaksorn Chaidee | +81 kg    | 120     | 5       | 152    | 6      | 272    | 6     |

### Golf
| atleet               | onderdeel | eerste ronde | tweede ronde | derde ronde | vierde ronde  | totaal | totaal | totaal |
| atleet               | onderdeel | score        | score        | score       | score         | score  | par    | rang   |
| -------------------- | --------- | ------------ | ------------ | ----------- | ------------- | ------ | ------ | ------ |
| Kiradech Aphibarnrat | mannen    | 74           | 73           | 72          | 71            | 290    | +6     | 54     |
| Phachara Khongwatmai | mannen    | 70           | 75           | 74          | terugtrekking | DNF    | DNF    | DNF    |
| Patty Tavatanakit    | vrouwen   | 76           | 71           | 68          | 75            | 290    | +2     | 29     |
| Atthaya Thitikul     | vrouwen   | 72           | 69           | 69          | 76            | 286    | -2     | 18     |

### Judo
Mannen
| atleet          | onderdeel | eerste ronde         | tweede ronde         | derde ronde          | kwartfinale          | halve finale         | herkansing           | finale / BM          | finale / BM    |
| atleet          | onderdeel | tegenstander uitslag | tegenstander uitslag | tegenstander uitslag | tegenstander uitslag | tegenstander uitslag | tegenstander uitslag | tegenstander uitslag | rang           |
| --------------- | --------- | -------------------- | -------------------- | -------------------- | -------------------- | -------------------- | -------------------- | -------------------- | -------------- |
| Masayuki Terada | −73 kg    | n.v.t.               | Metellus W 11 - 00   | Lombardo V 00 - 01   | niet geplaatst       | niet geplaatst       | niet geplaatst       | niet geplaatst       | niet geplaatst |

### Moderne vijfkamp
Mannen
| atlete         | onderdeel        | schermen (degen) | schermen (degen) | schermen (degen) | schermen (degen) | zwemmen (200 m vrije slag) | zwemmen (200 m vrije slag) | zwemmen (200 m vrije slag) | paardrijden (springen) | paardrijden (springen) | paardrijden (springen) | combinatie: schieten/lopen (10 m luchtpistool)/(3200 m) | combinatie: schieten/lopen (10 m luchtpistool)/(3200 m) | combinatie: schieten/lopen (10 m luchtpistool)/(3200 m) | totaal punten | rang |
| atlete         | onderdeel        | RR               | BR               | rang             | punten           | tijd                       | rang                       | punten                     | strafpunten            | rang                   | punten                 | tijd                                                    | rang                                                    | punten                                                  | totaal punten | rang |
| -------------- | ---------------- | ---------------- | ---------------- | ---------------- | ---------------- | -------------------------- | -------------------------- | -------------------------- | ---------------------- | ---------------------- | ---------------------- | ------------------------------------------------------- | ------------------------------------------------------- | ------------------------------------------------------- | ------------- | ---- |
| Phurit Yohuang | moderne vijfkamp |                  |                  |                  |                  |                            |                            |                            |                        |                        |                        |                                                         |                                                         |                                                         |               |      |

### Paardensport

#### Jumping
| ruiter                   | paard                | onderdeel   | kwalificatie | kwalificatie | kwalificatie | finale         | finale         | finale         |
| ruiter                   | paard                | onderdeel   | strafpunten  | tijd         | rang         | strafpunten    | tijd           | rang           |
| ------------------------ | -------------------- | ----------- | ------------ | ------------ | ------------ | -------------- | -------------- | -------------- |
| Janakabhorn Karunayadhaj | Maxwin Kinmar Agalux | individueel | EL           | EL           | EL           | niet geplaatst | niet geplaatst | niet geplaatst |

### Roeien
Mannen
| atleet                 | onderdeel | series  | series | herkansingen | herkansingen | kwartfinale | kwartfinale | halve finale | halve finale | finale  | finale |
| atleet                 | onderdeel | tijd    | rang   | tijd         | rang         | tijd        | rang        | tijd         | rang         | tijd    | rang   |
| ---------------------- | --------- | ------- | ------ | ------------ | ------------ | ----------- | ----------- | ------------ | ------------ | ------- | ------ |
| Premanut Wattananusith | skiff     | 7.25,76 | 6 H    | 7.29,89      | 4 HE/F       | bye         | bye         | 7.48,78      | 3 FE         | 7.18,58 | 30     |

Legenda: FA=finale A (medailles); FB=finale B (geen medailles); FC=finale C (geen medailles); FD=finale D (geen medailles); FE=finale E (geen medailles); FF=finale F (geen medailles); HA/B=halve finale A/B; HC/D=halve finale C/D; HE/F=halve finale E/F; KF=kwartfinale; H=herkansing

### Schietsport
Mannen
| atleet                  | onderdeel               | kwalificaties | kwalificaties | finale         | finale         |
| atleet                  | onderdeel               | punten        | rang          | punten         | rang           |
| ----------------------- | ----------------------- | ------------- | ------------- | -------------- | -------------- |
| Thongphaphum Vongsukdee | 50 m geweer 3 houdingen | 578           | 39            | niet geplaatst | niet geplaatst |

Vrouwen
| atlete                | onderdeel         | kwalificaties | kwalificaties | finale         | finale         |
| atlete                | onderdeel         | punten        | rang          | punten         | rang           |
| --------------------- | ----------------- | ------------- | ------------- | -------------- | -------------- |
| Kamonlak Saencha      | 10 m luchtpistool | 564           | 36            | niet geplaatst | niet geplaatst |
| Kamonlak Saencha      | 25 m pistool      | 570           | 33            | niet geplaatst | niet geplaatst |
| Tanyaporn Prucksakorn | 10 m luchtpistool | 571           | 21            | niet geplaatst | niet geplaatst |
| Tanyaporn Prucksakorn | 25 m pistool      | 580           | 19            | niet geplaatst | niet geplaatst |

### Skateboarden
Vrouwen
| atleet            | onderdeel | kwalificaties | kwalificaties | finale         | finale         |
| atleet            | onderdeel | punten        | rang          | punten         | rang           |
| ----------------- | --------- | ------------- | ------------- | -------------- | -------------- |
| Vareeraya Sukasem | street    | 200,75        | 17            | niet geplaatst | niet geplaatst |

### Taekwondo
Mannen
| atleet             | onderdeel | kwalificatie         | eerste ronde         | kwartfinale          | halve finale         | herkansing           | finale / BM          | finale / BM    |
| atleet             | onderdeel | tegenstander uitslag | tegenstander uitslag | tegenstander uitslag | tegenstander uitslag | tegenstander uitslag | tegenstander uitslag | rang           |
| ------------------ | --------- | -------------------- | -------------------- | -------------------- | -------------------- | -------------------- | -------------------- | -------------- |
| Banlung Tubtimdang | -68 kg    | n.v.t.               | Pérez V 0 - 2        | niet geplaatst       | niet geplaatst       | niet geplaatst       | niet geplaatst       | niet geplaatst |

Vrouwen
| atleet                 | onderdeel | kwalificatie         | eerste ronde         | kwartfinale          | halve finale         | herkansing           | finale / BM          | finale / BM    |
| atleet                 | onderdeel | tegenstander uitslag | tegenstander uitslag | tegenstander uitslag | tegenstander uitslag | tegenstander uitslag | tegenstander uitslag | rang           |
| ---------------------- | --------- | -------------------- | -------------------- | -------------------- | -------------------- | -------------------- | -------------------- | -------------- |
| Panipak Wongpattanakit | -49 kg    | n.v.t.               | El-Bouchti W 2 - 0   | Abutaleb W 2 - 0     | Stojkovic W 2 - 0    | bye                  | Guo Q W 2 - 1        | Goud           |
| Sasikarn Tongchan      | -67 kg    | n.v.t.               | Santos W 2 - 0       | Perisic V 0 - 2      | niet geplaatst       | Sobirjonova V 1 - 2  | niet geplaatst       | niet geplaatst |

### Tafeltennis
Vrouwen
| atleet                                                  | onderdeel | voorronde            | eerste ronde         | tweede ronde         | derde ronde          | kwartfinale          | halve finale         | finale / BM          | finale / BM    |                |
| atleet                                                  | onderdeel | tegenstander uitslag | tegenstander uitslag | tegenstander uitslag | tegenstander uitslag | tegenstander uitslag | tegenstander uitslag | tegenstander uitslag | rang           |                |
| ------------------------------------------------------- | --------- | -------------------- | -------------------- | -------------------- | -------------------- | -------------------- | -------------------- | -------------------- | -------------- | -------------- |
| Orawan Paranang                                         | enkelspel | bye                  | Pesotska V 3 - 4     | niet geplaatst       | niet geplaatst       | niet geplaatst       | niet geplaatst       | niet geplaatst       | niet geplaatst | niet geplaatst |
| Suthasini Sawettabut                                    | enkelspel | bye                  | Bajor V 3 - 4        | niet geplaatst       | niet geplaatst       | niet geplaatst       | niet geplaatst       | niet geplaatst       | niet geplaatst | niet geplaatst |
| Orawan Paranang Jinnipa Sawettabut Suthasini Sawettabut | team      | n.v.t.               | n.v.t.               | n.v.t.               | n.v.t.               | Frankrijk W 3 - 2    | Japan V 0 - 3        | niet geplaatst       | niet geplaatst | niet geplaatst |

### Wielersport

#### Baanwielrennen
Keirin
| atleet            | onderdeel       | ronde 1 | herkansing | kwartfinale    | halve finale   | finale         |
| atleet            | onderdeel       | rang    | rang       | rang           | rang           | rang           |
| ----------------- | --------------- | ------- | ---------- | -------------- | -------------- | -------------- |
| Jai Angsuthasawit | keirin (mannen) | 4 H     | 3          | niet geplaatst | niet geplaatst | niet geplaatst |

Sprint
| atleet            | onderdeel       | kwalificaties | kwalificaties | ronde 1              | herkansing 1         | ronde 2              | herkansing 2         | ronde 3              | herkansing 3         | kwartfinale          | halve finale         | finale/BM            | finale/BM      |
| atleet            | onderdeel       | tijd          | rang          | tegenstander uitslag | tegenstander uitslag | tegenstander uitslag | tegenstander uitslag | tegenstander uitslag | tegenstander uitslag | tegenstander uitslag | tegenstander uitslag | tegenstander uitslag | rang           |
| ----------------- | --------------- | ------------- | ------------- | -------------------- | -------------------- | -------------------- | -------------------- | -------------------- | -------------------- | -------------------- | -------------------- | -------------------- | -------------- |
| Jai Angsuthasawit | sprint (mannen) | 9,898         | 27            | niet geplaatst       | niet geplaatst       | niet geplaatst       | niet geplaatst       | niet geplaatst       | niet geplaatst       | niet geplaatst       | niet geplaatst       | niet geplaatst       | niet geplaatst |

#### BMX
Race
| atleet           | onderdeel     | kwartfinale | kwartfinale | last chance run | last chance run | halve finale   | halve finale   | finale         | finale         |
| atleet           | onderdeel     | punten      | rang        | tijd            | rang            | punten         | rang           | uitslag        | rang           |
| ---------------- | ------------- | ----------- | ----------- | --------------- | --------------- | -------------- | -------------- | -------------- | -------------- |
| Komet Sukprasert | race (mannen) | 23          | 23          | niet geplaatst  | niet geplaatst  | niet geplaatst | niet geplaatst | niet geplaatst | niet geplaatst |

#### Wegwielrennen
Mannen
| atleet                 | onderdeel    | tijd | rang |
| ---------------------- | ------------ | ---- | ---- |
| Thanakhan Chaiyasombat | wegwedstrijd | DNF  | DNF  |

Vrouwen
| atleet           | onderdeel    | tijd     | rang |
| ---------------- | ------------ | -------- | ---- |
| Phetdarin Somrat | wegwedstrijd | 4.13.42  | 78   |
| Phetdarin Somrat | tijdrit      | 47.25,11 | 34   |

### Zeilen
Mannen
| Zeilster(s)   | Onderdeel    | Voorrondes | Voorrondes | Voorrondes | Voorrondes | Voorrondes | Voorrondes | Voorrondes | Voorrondes  | Voorrondes  | Voorrondes  | Voorrondes  | Voorrondes  | Voorrondes  | Voorrondes  | Voorrondes  | Voorrondes  | Voorrondes | Voorrondes | Halve finale(s) | Halve finale(s) | Halve finale(s) | Halve finale(s) | Halve finale(s) | Halve finale(s) | Halve finale(s) | Halve finale(s) | Finales(s)     | Finales(s)     | Finales(s)     | Finales(s)     | Finales(s)     | Finales(s)     | Finales(s)     | Finales(s)     |
| Zeilster(s)   | Onderdeel    | 1          | 2          | 3          | 4          | 5          | 6          | 7          | 8           | 9           | 10          | 11          | 12          | 13          | 14          | 15          | 16          | tot.       | rang       | 1               | 2               | 3               | 4               | 5               | 6               | tot.            | rang            | 1              | 2              | 3              | 4              | 5              | 6              | tot.           | rang           |
| ------------- | ------------ | ---------- | ---------- | ---------- | ---------- | ---------- | ---------- | ---------- | ----------- | ----------- | ----------- | ----------- | ----------- | ----------- | ----------- | ----------- | ----------- | ---------- | ---------- | --------------- | --------------- | --------------- | --------------- | --------------- | --------------- | --------------- | --------------- | -------------- | -------------- | -------------- | -------------- | -------------- | -------------- | -------------- | -------------- |
| Joseph Weston | Formula Kite | 19         | 17         | 17         | 11         | 19         | 17         | 17         | geannuleerd | geannuleerd | geannuleerd | geannuleerd | geannuleerd | geannuleerd | geannuleerd | geannuleerd | geannuleerd | 78         | 18         | niet geplaatst  | niet geplaatst  | niet geplaatst  | niet geplaatst  | niet geplaatst  | niet geplaatst  | niet geplaatst  | niet geplaatst  | niet geplaatst | niet geplaatst | niet geplaatst | niet geplaatst | niet geplaatst | niet geplaatst | niet geplaatst | niet geplaatst |

| atleet                 | onderdeel | race | race | race | race | race | race | race | race | race        | race        | race   | race   | race           | netto punten | eindnotering |
| atleet                 | onderdeel | 1    | 2    | 3    | 4    | 5    | 6    | 7    | 8    | 9           | 10          | 11     | 12     | M              | netto punten | eindnotering |
| ---------------------- | --------- | ---- | ---- | ---- | ---- | ---- | ---- | ---- | ---- | ----------- | ----------- | ------ | ------ | -------------- | ------------ | ------------ |
| Arthit Mikhail Romanyk | ILCA 7    | 39   | 24   | 30   | 26   | 29   | 30   | 21   | 35   | geannuleerd | geannuleerd | n.v.t. | n.v.t. | niet geplaatst | 195          | 35           |

Vrouwen
| Zeilster(s)      | Onderdeel    | Voorrondes | Voorrondes | Voorrondes | Voorrondes | Voorrondes | Voorrondes | Voorrondes  | Voorrondes  | Voorrondes  | Voorrondes  | Voorrondes  | Voorrondes  | Voorrondes  | Voorrondes  | Voorrondes  | Voorrondes  | Voorrondes | Voorrondes | Halve finale(s) | Halve finale(s) | Halve finale(s) | Halve finale(s) | Halve finale(s) | Halve finale(s) | Halve finale(s) | Halve finale(s) | Finales(s)     | Finales(s)     | Finales(s)     | Finales(s)     | Finales(s)     | Finales(s)     | Finales(s)     | Finales(s)     |
| Zeilster(s)      | Onderdeel    | 1          | 2          | 3          | 4          | 5          | 6          | 7           | 8           | 9           | 10          | 11          | 12          | 13          | 14          | 15          | 16          | tot.       | rang       | 1               | 2               | 3               | 4               | 5               | 6               | tot.            | rang            | 1              | 2              | 3              | 4              | 5              | 6              | tot.           | rang           |
| ---------------- | ------------ | ---------- | ---------- | ---------- | ---------- | ---------- | ---------- | ----------- | ----------- | ----------- | ----------- | ----------- | ----------- | ----------- | ----------- | ----------- | ----------- | ---------- | ---------- | --------------- | --------------- | --------------- | --------------- | --------------- | --------------- | --------------- | --------------- | -------------- | -------------- | -------------- | -------------- | -------------- | -------------- | -------------- | -------------- |
| Benyapa Jantawan | Formula Kite | 17         | 19         | 16         | 18         | DNC        | DNS        | geannuleerd | geannuleerd | geannuleerd | geannuleerd | geannuleerd | geannuleerd | geannuleerd | geannuleerd | geannuleerd | geannuleerd | 90         | 19         | niet geplaatst  | niet geplaatst  | niet geplaatst  | niet geplaatst  | niet geplaatst  | niet geplaatst  | niet geplaatst  | niet geplaatst  | niet geplaatst | niet geplaatst | niet geplaatst | niet geplaatst | niet geplaatst | niet geplaatst | niet geplaatst | niet geplaatst |

| atlete            | onderdeel | race | race | race | race | race | race | race | race | race | race        | race   | race   | race           | netto punten | eindnotering |
| atlete            | onderdeel | 1    | 2    | 3    | 4    | 5    | 6    | 7    | 8    | 9    | 10          | 11     | 12     | M              | netto punten | eindnotering |
| ----------------- | --------- | ---- | ---- | ---- | ---- | ---- | ---- | ---- | ---- | ---- | ----------- | ------ | ------ | -------------- | ------------ | ------------ |
| Sophia Montgomery | ILCA 6    | 26   | 29   | 35   | 23   | 21   | 15   | 44   | 6    | 34   | geannuleerd | n.v.t. | n.v.t. | niet geplaatst | 189          | 27           |

### Zwemmen
Mannen
| atleet               | onderdeel        | series | series | halve finale   | halve finale   | finale         | finale         |
| atleet               | onderdeel        | tijd   | rang   | tijd           | rang           | tijd           | rang           |
| -------------------- | ---------------- | ------ | ------ | -------------- | -------------- | -------------- | -------------- |
| Dulyawat Kaewsriyong | 100 m vrije slag | 50,64  | 49     | niet geplaatst | niet geplaatst | niet geplaatst | niet geplaatst |

Vrouwen
| atleet           | onderdeel       | series | series | halve finale   | halve finale   | finale         | finale         |
| atleet           | onderdeel       | tijd   | rang   | tijd           | rang           | tijd           | rang           |
| ---------------- | --------------- | ------ | ------ | -------------- | -------------- | -------------- | -------------- |
| Jenjira Srisaard | 50 m vrije slag | 25,18  | 23     | niet geplaatst | niet geplaatst | niet geplaatst | niet geplaatst |